# Wacław Łypacewicz
Wacław Wincenty Łypacewicz (ur. 27 stycznia 1871 w Idzikowicach, zm. 7 listopada 1951 w Warszawie) – polski adwokat, działacz społeczny, poseł na Sejm I kadencji.

## Życiorys
Syn Wojciecha, obywatela ziemskiego, i Walerii z Żelechowiczów. Od trzeciej klasy w gimnazjum w Warszawie należał do tajnych kółek samokształceniowych. Ukończył studia na Wydziale Prawa Uniwersytetu Warszawskiego w 1892. Następnie wyjechał do Rzymu jako korepetytor syna Henryka Siemiradzkiego. Tam ukończył studia ekonomiczne w 1894, a w latach 1894–1897 studiował w Szkole Nauk Politycznych w Paryżu.
Po powrocie do Polski otworzył kancelarię adwokacką. Jednocześnie prowadził działalność oświatową i społeczną, za co został zesłany do Odessy w 1903, skąd powrócił na mocy amnestii w 1905. Popierał żądania wprowadzenia języka polskiego do sądownictwa. W 1907 był współzałożycielem Polskiego Zjednoczenia Postępowców. Razem z Henrykiem Konicem uczestniczył w zjeździe słowiańskim w Pradze. Działacz Towarzystwa Kultury Polskiej (1906–1913).
Od 1908 do 1915 był współredaktorem i publicystą tygodnika „Prawda”. Publikował również w „Przeglądzie Porannym” i „Gazecie Sądowej Warszawskiej”.
W czasie I wojny światowej był radnym miasta Warszawy. Przez pewien czas był prezesem Polskiego Zjednoczenia Postępowców, a w 1918 wszedł w skład kierownictwa Komisji Porozumiewawczej Stronnictw Demokratycznych. Był w prezydium narady reprezentantów stronnictw demokratycznych w lutym 1918 w Krakowie. Opowiadał się m.in. za wywłaszczeniem wielkiej własności ziemskiej.
Od 1918 działał w Polskim Stronnictwie Ludowym „Wyzwolenie”. W latach 1920–1922 i 1923–1929 był członkiem komisji rewizyjnej zarządu głównego tej partii, a w latach 1922–1923 i 1928–1931 członkiem sądu partyjnego. Od 1929 do 1931 był skarbnikiem zarządu głównego. Po zjednoczeniu stronnictw ludowych w 1931 był do 1935 członkiem Rady Naczelnej Stronnictwa Ludowego. Wystąpił z tej partii w 1935 w proteście przeciwko uchwale o bojkocie wyborów parlamentarnych.
Był posłem do Sejmu I kadencji z ramienia PSL „Wyzwolenie” w latach 1922–1927. Działał w komisjach: budżetowej, kontroli długów państwa, oświatowej, prawniczej i skarbowej. Był członkiem specjalnej komisji do pociągnięcia przed Trybunał Stanu ministra Wacława Kucharskiego w sprawie tzw. afery żyrardowskiej.
3 maja 1928 został odznaczony Krzyżem Komandorskim Orderu Odrodzenia Polski.
Po wystąpieniu ze Stronnictwa Ludowego działał w ruchu pacyfistycznym. Był m.in. przewodniczącym Rady Polskich Stowarzyszeń Pacyfistycznych. Działał też w Lidze Obrony Praw Człowieka i Obywatela. W czasie okupacji był związany ze Stronnictwem Ludowym „Roch”.
Opublikował m.in. książkę Stosunki polsko–czeskie (wyd. 2. 1936).
Pochowany na cmentarzu ewangelicko-reformowanym w Warszawie (kwatera P-1-8).